# В'язинка (зупинний пункт)
В'язинка (біл. Вязынка) — зупинний пункт Мінського відділення Білоруської залізниці в Молодечненському районі Мінської області. Розташований у селі В'язинка; на лінії Мінськ-Пасажирський — Молодечно, поміж станцією Радошковичі і зупинним пунктом Праліски.